# Heinrich Erhard (Verleger)

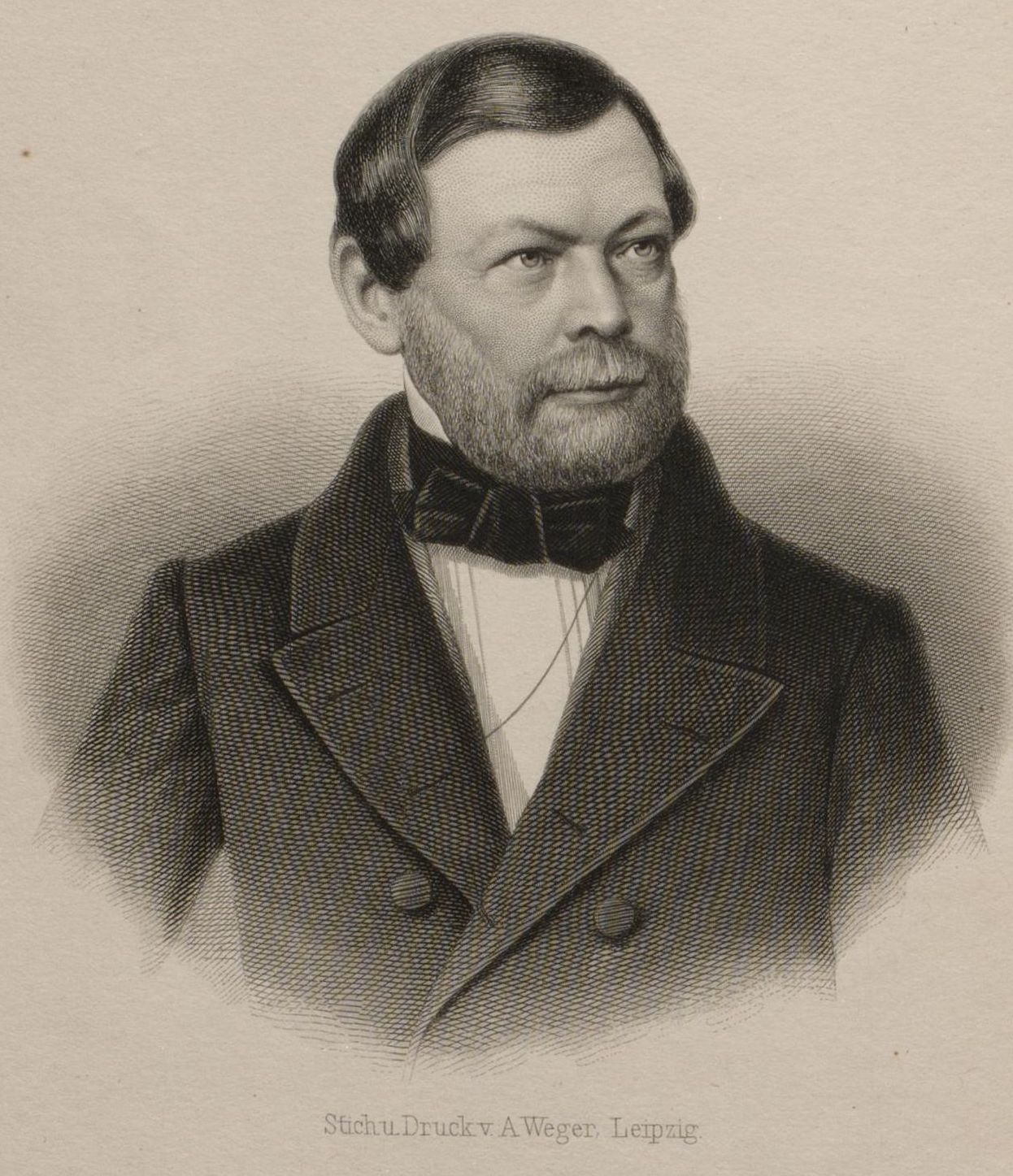
Heinrich Erhard, Stich von August Weger

Heinrich Erhard (* 16. April 1796 in Stuttgart; † 14. August 1873 ebenda) war ein deutscher Verleger.

## Leben
Erhard war der Sohn des Advokaten und Buchhändlers Christoph Heinrich (1756–1815) und dessen Frau Friederike Auguste, geb. Metzler (1759–1839). Erhard wurde im Buchhandel und im Bankwesen ausgebildet. Er übernahm 1815 die Metzlersche Verlagsbuchhandlung von seinem Vater. In seiner Zeit an der Spitze des Verlags kamen Joseph Görres, Johann Heinrich Voß, Wilhelm Hauff, Gustav Schwab, Conrad Ferdinand Meyer, Joseph Victor von Scheffel und andere ins Verlagsprogramm. Neben schöner Literatur verlegte Erhard auch wissenschaftliche Literatur, so zum Beispiel die erste Auflage von „Paulys Real-Encyclopädie der classischen Altertumswissenschaft“ und zahlreiche landes- und staatsrechtliche Schriften und Zeitschriften. Erhard heiratete 1821 Elise, geb. Grammont. Aus der Ehe gingen zwei Töchter hervor: Emilie (1815–1900) und Antonie (1824–1877). Die Leitung des Verlags ließ Erhard nach und nach auf seine Schwiegersöhne übergehen.
In Stuttgart gründete er den „Verein für classische Kirchenmusik“ mit. Von 1843 bis 1846 war er 1. Vorsteher des Börsenvereins der deutschen Buchhändler.